# Giuseppe Centore
che muta mentre muore il verde in oro»
(Giuseppe Centore)
Giuseppe Centore (Capua, 16 aprile 1932 – Capua, 11 settembre 2023) è stato un presbitero e scrittore italiano.

## Biografia e opere
È ordinato sacerdote dopo aver conseguito una laurea in Teologia presso la Pontificia Facoltà Teologica "San Luigi" di Napoli e la laurea in Filosofia presso l'Università degli Studi di Napoli "Federico II". Diventa successivamente direttore dell'Istituto Superiore di Scienze Religiose di Capua, dove è docente di filosofia e teologia. È stato inoltre direttore del Museo Campano. È autore di prose, poesie e ricerche sulla sua città natale, edite soprattutto per Curcio ed Edizioni Scientifiche Italiane. 
La sua attività di poeta comincia nel 1967 con La parola, cui seguono numerose altre raccolte. Opere religiose in cui, è stato detto, cerca di «fondere sacro e profano».
I suoi scritti sono stati tradotti in varie lingue, e inversamente egli stesso ha tradotto altrui testi, fra cui Il cimitero marino di Paul Valéry.

## Opere

### Poesia
- La Parola, Laurenziana, Napoli 1967
- IL Dialogo, Edikon, Milano 1969
- Il Silenzio, Edikon, Milano 1971
- Axamenta, L'Airone, Capua 1973
- Poesie, Laurenziana, Napoli 1977
- Esule vento, Panda, Padova 1980
- Sine nomine, L'Airone, Capua 1982
- L'uomo di Coleridge, Laurenziana, Napoli 1984
- Il liuto di Orfeo, Laurenziana, Napoli 1985
- Ladro di eternità, Panda, Padova 1986
- L'alta letizia, L'Airone, Capua 1987
- Il cembalo scrivano, L'Airone, Capua 1988
- La veste di Arlecchino, L'Airone, Capua 1988; riedito come L'ostaggio delle muse, Armando Curcio, Roma 2009

### Prosa
- Le ragioni della poesia, Milano 1971
- L'Eroe, il Superuomo, il Santo, Pisa 1972
- Aesthetica in vivo, Milano 1973
- La poesia di Karol Wojtyla, Capua 1982
- Don Umberto, Un prete cosi’, Capua 1982
- L'amanuense di Borges, Capua 1984

### Traduzioni
- Il Cantico dei Cantici, Capua 1977
- Il cimitero marino di Paul Valéry', Caserta 1984